# Arctic Bay
Arctic Bay, inuit Ikpiarjuk (ᐃᒃᐱᐊᕐᔪᒃ), är ett samhälle beläget på norra delen av Baffinön i det kanadensiska territoriet Nunavut. Befolkningen uppgick 2016 till 868 invånare. Det är det tredje nordligast belägna samhället i Kanada efter Resolute och Grise Fiord.
År 2007 producerade några inuit-ungdomar från orten en hip-hop-video med titeln "Don't call me Eskimo" (en. "Kalla mig inte eskimå") där de rappar om livet i Arctic Bay. Videon blev snabbt en hit på Youtube.
Orten ligger vid en vik med samma namn.